# Boucles de la Mayenne 2015
La 41e édition des Boucles de la Mayenne a eu lieu du 4 au 7 juin 2015. La course fait partie du calendrier UCI Europe Tour 2015 en catégorie 2.1.
L'épreuve a été remportée par le Français Anthony Turgis (Cofidis), vainqueur de la deuxième étape, sept secondes devant le lauréat de la première étape, l'Italien Andrea Pasqualon (Roth-Škoda) et quatorze secondes devant son compatriote Pierre-Luc Périchon (Bretagne-Séché Environnement).
Pasqualon remporte le classement par points, les Français Clément Koretzky (Vorarlberg) et Thomas Vaubourzeix (Veranclassic-Ekoï) respectivement celui de la montagne et des points chauds tandis que Turgis termine meilleur jeune. De plus la formation française Armée de Terre finit meilleure équipe.

## Présentation

### Équipes
Classées en catégorie 2.1 de l'UCI Europe Tour, les Boucles de la Mayenne sont par conséquent ouvertes aux WorldTeams dans la limite de 50 % des équipes participantes, aux équipes continentales professionnelles, aux équipes continentales et aux équipes nationales.
Vingt-et-unes équipes participent à ces Boucles de la Mayenne - une WorldTeam, sept équipes continentales professionnelles et treize équipes continentales :
| UCI WorldTeam   | UCI WorldTeam | UCI WorldTeam |
| Nom de l'équipe | Pays          | Code          |
| --------------- | ------------- | ------------- |
| FDJ             | France        | FDJ           |

| Équipes continentales professionnelles | Équipes continentales professionnelles | Équipes continentales professionnelles |
| Nom de l'équipe                        | Pays                                   | Code                                   |
| -------------------------------------- | -------------------------------------- | -------------------------------------- |
| Bretagne-Séché Environnement           | France                                 | BSE                                    |
| Caja Rural-Seguros RGA                 | Espagne                                | CJR                                    |
| Cofidis                                | France                                 | COF                                    |
| Europcar                               | France                                 | EUC                                    |
| RusVelo                                | Russie                                 | RVL                                    |
| Topsport Vlaanderen-Baloise            | Belgique                               | TSV                                    |
| Wanty-Groupe Gobert                    | Belgique                               | WGG                                    |

| Équipes continentales   | Équipes continentales | Équipes continentales |
| Nom de l'équipe         | Pays                  | Code                  |
| ----------------------- | --------------------- | --------------------- |
| An Post-ChainReaction   | Irlande               | SKT                   |
| Armée de Terre          | France                | ADT                   |
| Auber 93                | France                | AUB                   |
| BKCP-Powerplus          | Belgique              | BKP                   |
| CCT-Champion System     | Nouvelle-Zélande      | CCT                   |
| Kuota-Lotto             | Allemagne             | TKG                   |
| Marseille 13 KTM        | France                | M13                   |
| Murias Taldea           | Espagne               | MUR                   |
| Rabobank Development    | Pays-Bas              | RDT                   |
| Roth-Škoda              | Suisse                | ROT                   |
| Roubaix Lille Métropole | France                | RLM                   |
| Veranclassic-Ekoï       | Belgique              | VER                   |
| Vorarlberg              | Autriche              | VBG                   |

## Étapes
| Étape     | Date   | Villes étapes                               |                 | Distance (km) | Vainqueur d’étape | Leader du classement général |
| --------- | ------ | ------------------------------------------- | --------------- | ------------- | ----------------- | ---------------------------- |
| Prologue  | 4 juin | Laval – Laval                               | Prologue        | 4,5           | Johan Le Bon      | Johan Le Bon                 |
| 1re étape | 5 juin | Saint-Berthevin – Changé                    | Étape de plaine | 184           | Andrea Pasqualon  | Johan Le Bon                 |
| 2e étape  | 6 juin | Saint-Pierre-des-Nids – Lassay-les-Châteaux | Étape de plaine | 186           | Anthony Turgis    | Anthony Turgis               |
| 3e étape  | 7 juin | Colombiers-du-Plessis – Laval               | Étape de plaine | 176           | Danilo Napolitano | Anthony Turgis               |

## Déroulement de la course

### Prologue
| Classement de l'étape | Classement de l'étape    | Classement de l'étape | Classement de l'étape        | Classement de l'étape |
|                       | Coureur                  | Pays                  | Équipe                       | Temps                 |
| --------------------- | ------------------------ | --------------------- | ---------------------------- | --------------------- |
| 1er                   | Johan Le Bon             | France                | FDJ                          | en 5 min 48 s         |
| 2e                    | Victor Campenaerts       | Belgique              | Topsport Vlaanderen-Baloise  | + 3 s                 |
| 3e                    | Matthieu Boulo           | France                | Bretagne-Séché Environnement | + 6 s                 |
| 4e                    | Julien Antomarchi        | France                | Roubaix Lille Métropole      | + 6 s                 |
| 5e                    | Artem Ovechkin           | Russie                | RusVelo                      | + 7 s                 |
| 6e                    | Benoît Jarrier           | France                | Bretagne-Séché Environnement | + 7 s                 |
| 7e                    | Pierre-Henri Lecuisinier | France                | FDJ                          | + 8 s                 |
| 8e                    | Jan Ghyselinck           | Belgique              | Wanty-Groupe Gobert          | + 8 s                 |
| 9e                    | Egoitz García            | Espagne               | Murias Taldea                | + 8 s                 |
| 10e                   | Vincent Jérôme           | France                | Europcar                     | + 9 s                 |
| modifier              |                          |                       |                              |                       |

| Classement général | Classement général       | Classement général | Classement général           | Classement général |
|                    | Coureur                  | Pays               | Équipe                       | Temps              |
| ------------------ | ------------------------ | ------------------ | ---------------------------- | ------------------ |
| 1er                | Johan Le Bon             | France             | FDJ                          | en 5 min 48 s      |
| 2e                 | Victor Campenaerts       | Belgique           | Topsport Vlaanderen-Baloise  | + 3 s              |
| 3e                 | Matthieu Boulo           | France             | Bretagne-Séché Environnement | + 6 s              |
| 4e                 | Julien Antomarchi        | France             | Roubaix Lille Métropole      | + 6 s              |
| 5e                 | Artem Ovechkin           | Russie             | RusVelo                      | + 7 s              |
| 6e                 | Benoît Jarrier           | France             | Bretagne-Séché Environnement | + 7 s              |
| 7e                 | Pierre-Henri Lecuisinier | France             | FDJ                          | + 8 s              |
| 8e                 | Jan Ghyselinck           | Belgique           | Wanty-Groupe Gobert          | + 8 s              |
| 9e                 | Egoitz García            | Espagne            | Murias Taldea                | + 8 s              |
| 10e                | Vincent Jérôme           | France             | Europcar                     | + 9 s              |
| modifier           |                          |                    |                              |                    |

### 1reétape
| Classement de l'étape | Classement de l'étape | Classement de l'étape | Classement de l'étape        | Classement de l'étape |
|                       | Coureur               | Pays                  | Équipe                       | Temps                 |
| --------------------- | --------------------- | --------------------- | ---------------------------- | --------------------- |
| 1er                   | Andrea Pasqualon      | Italie                | Roth-Škoda                   | en 4 h 37 min 54 s    |
| 2e                    | Marcel Meisen         | Allemagne             | Kuota-Lotto                  | m.t                   |
| 3e                    | Jarl Salomein         | Belgique              | Topsport Vlaanderen-Baloise  | m.t                   |
| 4e                    | Stan Godrie           | Pays-Bas              | Rabobank Development         | m.t                   |
| 5e                    | Justin Jules          | France                | Veranclassic-Ekoï            | m.t                   |
| 6e                    | Danilo Napolitano     | Italie                | Wanty-Groupe Gobert          | m.t                   |
| 7e                    | Yauheni Hutarovich    | Biélorussie           | Bretagne-Séché Environnement | m.t                   |
| 8e                    | Julien Duval          | France                | Armée de Terre               | m.t                   |
| 9e                    | Jonas Ahlstrand       | Suède                 | Cofidis                      | m.t                   |
| 10e                   | Baptiste Planckaert   | Belgique              | Roubaix Lille Métropole      | m.t                   |
| modifier              |                       |                       |                              |                       |

| Classement général | Classement général       | Classement général | Classement général           | Classement général |
|                    | Coureur                  | Pays               | Équipe                       | Temps              |
| ------------------ | ------------------------ | ------------------ | ---------------------------- | ------------------ |
| 1er                | Johan Le Bon             | France             | FDJ                          | en 4 h 43 min 42 s |
| 2e                 | Victor Campenaerts       | Belgique           | Topsport Vlaanderen-Baloise  | + 3 s              |
| 3e                 | Matthieu Boulo           | France             | Bretagne-Séché Environnement | + 6 s              |
| 4e                 | Julien Antomarchi        | France             | Roubaix Lille Métropole      | + 6 s              |
| 5e                 | Artem Ovechkin           | Russie             | RusVelo                      | + 7 s              |
| 6e                 | Benoît Jarrier           | France             | Bretagne-Séché Environnement | + 7 s              |
| 7e                 | Fabien Canal             | France             | Armée de Terre               | + 7 s              |
| 8e                 | Pierre-Henri Lecuisinier | France             | FDJ                          | + 8 s              |
| 9e                 | Jan Ghyselinck           | Belgique           | Wanty-Groupe Gobert          | + 8 s              |
| 10e                | Egoitz García            | Espagne            | Murias Taldea                | + 8 s              |
| modifier           |                          |                    |                              |                    |

### 2eétape
| Classement de l'étape | Classement de l'étape | Classement de l'étape | Classement de l'étape        | Classement de l'étape |
|                       | Coureur               | Pays                  | Équipe                       | Temps                 |
| --------------------- | --------------------- | --------------------- | ---------------------------- | --------------------- |
| 1er                   | Anthony Turgis        | France                | Cofidis                      | en 4 h 22 min 56 s    |
| 2e                    | Andrea Pasqualon      | Italie                | Roth-Škoda                   | + 2 s                 |
| 3e                    | Romain Combaud        | France                | Armée de Terre               | + 2 s                 |
| 4e                    | Xandro Meurisse       | Belgique              | An Post-ChainReaction        | + 2 s                 |
| 5e                    | Julien El Fares       | France                | Marseille 13 KTM             | + 2 s                 |
| 6e                    | Thomas Damuseau       | France                | Roubaix Lille Métropole      | + 2 s                 |
| 7e                    | Serge Dewortelaer     | Belgique              | Veranclassic-Ekoï            | + 2 s                 |
| 8e                    | José Gonçalves        | Portugal              | Caja Rural-Seguros RGA       | + 2 s                 |
| 9e                    | Yoann Barbas          | France                | Armée de Terre               | + 2 s                 |
| 10e                   | Pierre-Luc Périchon   | France                | Bretagne-Séché Environnement | + 2 s                 |
| modifier              |                       |                       |                              |                       |

| Classement général | Classement général  | Classement général | Classement général           | Classement général |
|                    | Coureur             | Pays               | Équipe                       | Temps              |
| ------------------ | ------------------- | ------------------ | ---------------------------- | ------------------ |
| 1er                | Anthony Turgis      | France             | Cofidis                      | en 9 h 6 min 36 s  |
| 2e                 | Andrea Pasqualon    | Italie             | Roth-Škoda                   | + 14 s             |
| 3e                 | Pierre-Luc Périchon | France             | Bretagne-Séché Environnement | + 15 s             |
| 4e                 | José Gonçalves      | Portugal           | Caja Rural-Seguros RGA       | + 16 s             |
| 5e                 | Romain Combaud      | France             | Armée de Terre               | + 22 s             |
| 6e                 | Julien El Fares     | France             | Marseille 13 KTM             | + 27 s             |
| 7e                 | Thomas Damuseau     | France             | Roubaix Lille Métropole      | + 27 s             |
| 8e                 | Xandro Meurisse     | Belgique           | An Post-ChainReaction        | + 30 s             |
| 9e                 | Johan Le Bon        | France             | FDJ                          | + 31 s             |
| 10e                | Victor Campenaerts  | Belgique           | Topsport Vlaanderen-Baloise  | + 34 s             |
| modifier           |                     |                    |                              |                    |

### 3eétape
| Classement de l'étape | Classement de l'étape | Classement de l'étape | Classement de l'étape        | Classement de l'étape |
|                       | Coureur               | Pays                  | Équipe                       | Temps                 |
| --------------------- | --------------------- | --------------------- | ---------------------------- | --------------------- |
| 1er                   | Danilo Napolitano     | Italie                | Wanty-Groupe Gobert          | en 3 h 59 min 10 s    |
| 2e                    | Justin Jules          | France                | Veranclassic-Ekoï            | m.t                   |
| 3e                    | Andrea Pasqualon      | Italie                | Roth-Škoda                   | m.t                   |
| 4e                    | Roman Maikin          | Russie                | RusVelo                      | m.t                   |
| 5e                    | Lorrenzo Manzin       | France                | FDJ                          | m.t                   |
| 6e                    | Yauheni Hutarovich    | Biélorussie           | Bretagne-Séché Environnement | m.t                   |
| 7e                    | Julien Duval          | France                | Armée de Terre               | m.t                   |
| 8e                    | Anthony Turgis        | France                | Cofidis                      | m.t                   |
| 9e                    | Jarl Salomein         | Belgique              | Topsport Vlaanderen-Baloise  | m.t                   |
| 10e                   | Clément Koretzky      | France                | Vorarlberg                   | m.t                   |
| modifier              |                       |                       |                              |                       |

## Classements finals

### Classement général final
| Classement général final | Classement général final | Classement général final | Classement général final     | Classement général final |
|                          | Coureur                  | Pays                     | Équipe                       | Temps                    |
| ------------------------ | ------------------------ | ------------------------ | ---------------------------- | ------------------------ |
| 1er                      | Anthony Turgis           | France                   | Cofidis                      | en 13 h 5 min 46 s       |
| 2e                       | Andrea Pasqualon         | Italie                   | Roth-Škoda                   | + 7 s                    |
| 3e                       | Pierre-Luc Périchon      | France                   | Bretagne-Séché Environnement | + 14 s                   |
| 4e                       | José Gonçalves           | Portugal                 | Caja Rural-Seguros RGA       | + 14 s                   |
| 5e                       | Romain Combaud           | France                   | Armée de Terre               | + 22 s                   |
| 6e                       | Julien El Fares          | France                   | Marseille 13 KTM             | + 27 s                   |
| 7e                       | Thomas Damuseau          | France                   | Roubaix Lille Métropole      | + 27 s                   |
| 8e                       | Xandro Meurisse          | Belgique                 | An Post-ChainReaction        | + 30 s                   |
| 9e                       | Johan Le Bon             | France                   | FDJ                          | + 31 s                   |
| 10e                      | Victor Campenaerts       | Belgique                 | Topsport Vlaanderen-Baloise  | + 34 s                   |
| modifier                 |                          |                          |                              |                          |

### Classements annexes
| Classement par points | Classement par points | Classement par points | Classement par points | Classement par points |
| --------------------- | --------------------- | --------------------- | --------------------- | --------------------- |
|                       | Coureur               | Pays                  | Équipe                | Point(s)              |
| 1er                   | Andrea Pasqualon      | Italie                | Roth-Škoda            | 75 points             |
| 2e                    | Anthony Turgis        | France                | Cofidis               | 41 pts                |
| 3e                    | Danilo Napolitano     | Italie                | Wanty-Groupe Gobert   | 35 pts                |
| modifier              |                       |                       |                       |                       |

| Classement de la montagne | Classement de la montagne | Classement de la montagne | Classement de la montagne | Classement de la montagne |
| ------------------------- | ------------------------- | ------------------------- | ------------------------- | ------------------------- |
|                           | Coureur                   | Pays                      | Équipe                    | Point(s)                  |
| 1er                       | Clément Koretzky          | France                    | Vorarlberg                | 26 points                 |
| 2e                        | Romain Combaud            | France                    | Armée de Terre            | 16 pts                    |
| 3e                        | Thomas Vaubourzeix        | France                    | Veranclassic-Ekoï         | 15 pts                    |
| modifier                  |                           |                           |                           |                           |

| Classement des points chauds | Classement des points chauds | Classement des points chauds | Classement des points chauds | Classement des points chauds |
| ---------------------------- | ---------------------------- | ---------------------------- | ---------------------------- | ---------------------------- |
|                              | Coureur                      | Pays                         | Équipe                       | Point(s)                     |
| 1er                          | Thomas Vaubourzeix           | France                       | Veranclassic-Ekoï            | 18 points                    |
| 2e                           | Xandro Meurisse              | Belgique                     | An Post-ChainReaction        | 12 pts                       |
| 3e                           | Fabien Canal                 | France                       | Armée de Terre               | 8 pts                        |
| modifier                     |                              |                              |                              |                              |

| Classement du meilleur jeune | Classement du meilleur jeune | Classement du meilleur jeune | Classement du meilleur jeune | Classement du meilleur jeune |
|                              | Coureur                      | Pays                         | Équipe                       | Temps                        |
| ---------------------------- | ---------------------------- | ---------------------------- | ---------------------------- | ---------------------------- |
| 1er                          | Anthony Turgis               | France                       | Cofidis                      | en 13 h 5 min 46 s           |
| 2e                           | Xandro Meurisse              | Belgique                     | An Post-ChainReaction        | + 30 s                       |
| 3e                           | Pierre-Henri Lecuisinier     | France                       | FDJ                          | + 39 s                       |
| modifier                     |                              |                              |                              |                              |

| \| Classement par équipes[8] \| Classement par équipes[8] \| Classement par équipes[8] \| Classement par équipes[8] \| \| \| Équipe \| Pays \| Temps \| \| ------------------------- \| ---------------------------- \| ------------------------- \| ------------------------- \| \| 1re \| Armée de Terre \| France \| en 39 h 18 min 43 s \| \| 2e \| Bretagne-Séché Environnement \| France \| + 3 s \| \| 3e \| Roubaix Lille Métropole \| France \| + 11 s \| \| modifier \| \| \| \| |                              |        |                     |
| Classement par équipes |                              |        |                     |
| | Équipe                       | Pays   | Temps               |
| 1re | Armée de Terre               | France | en 39 h 18 min 43 s |
| 2e | Bretagne-Séché Environnement | France | + 3 s               |
| 3e | Roubaix Lille Métropole      | France | + 11 s              |
| modifier |                              |        |                     |

### UCI Europe Tour
Ces Boucles de la Mayenne attribuent des points pour l'UCI Europe Tour 2015, par équipes seulement aux coureurs des équipes continentales professionnelles et continentales, individuellement à tous les coureurs sauf ceux faisant partie d'une équipe ayant un label WorldTeam.
| Position,          | 1er | 2e | 3e | 4e | 5e | 6e | 7e | 8e | 9e | 10e | 11e | 12e |
| Classement général | 80  | 56 | 32 | 24 | 20 | 16 | 12 | 8  | 7  | 6   | 5   | 3   |
| Par étape          | 16  | 11 | 6  | 5  | 4  | 2  |    |    |    |     |     |     |
| Leader, par étape  | 8   |    |    |    |    |    |    |    |    |     |     |     |

| Cycliste            | Équipe                       | Général | Étape | Leader | Total |
| ------------------- | ---------------------------- | ------- | ----- | ------ | ----- |
| Anthony Turgis      | Cofidis                      | 80      | 16    | 8      | 104   |
| Andrea Pasqualon    | Roth-Škoda                   | 56      | 33    | -      | 89    |
| Pierre-Luc Périchon | Bretagne-Séché Environnement | 32      | -     | -      | 32    |
| Romain Combaud      | Armée de Terre               | 20      | 6     | -      | 26    |
| José Gonçalves      | Caja Rural-Seguros RGA       | 24      | -     | -      | 24    |
| Julien El Fares     | Marseille 13 KTM             | 16      | 4     | -      | 20    |
| Danilo Napolitano   | Wanty-Groupe Gobert          | -       | 18    | -      | 18    |
| Victor Campenaerts  | Topsport Vlaanderen-Baloise  | 6       | 11    | -      | 17    |
| Justin Jules        | Veranclassic-Ekoï            | -       | 15    | -      | 15    |
| Thomas Damuseau     | Roubaix Lille Métropole      | 12      | 2     | -      | 14    |
| Xandro Meurisse     | An Post-ChainReaction        | 8       | 5     | -      | 13    |
| Matthieu Boulo      | Bretagne-Séché Environnement | 5       | 6     | -      | 11    |
| Marcel Meisen       | Kuota-Lotto                  | -       | 11    | -      | 11    |
| Julien Antomarchi   | Roubaix Lille Métropole      | 3       | 5     | -      | 8     |
| Jarl Salomein       | Topsport Vlaanderen-Baloise  | -       | 6     | -      | 6     |
| Stan Godrie         | Rabobank Development         | -       | 5     | -      | 5     |
| Roman Maikin        | RusVelo                      | -       | 5     | -      | 5     |
| Artem Ovechkin      | RusVelo                      | -       | 4     | -      | 4     |
| Yauheni Hutarovich  | Bretagne-Séché Environnement | -       | 2     | -      | 2     |
| Benoît Jarrier      | Bretagne-Séché Environnement | -       | 2     | -      | 2     |

## Évolution des classements
| Étape              | Vainqueur          | Classement général | Classement par points | Classement de la montagne | Classement des points chauds | Classement du meilleur jeune | Classement par équipes       |
| ------------------ | ------------------ | ------------------ | --------------------- | ------------------------- | ---------------------------- | ---------------------------- | ---------------------------- |
| P                  | Johan Le Bon       | Johan Le Bon       | Johan Le Bon          | Non décerné               | Non décerné                  | Pierre-Henri Lecuisinier     | Bretagne-Séché Environnement |
| 1                  | Andrea Pasqualon   | Johan Le Bon       | Andrea Pasqualon      | Clément Koretzky          | Thomas Vaubourzeix           | Pierre-Henri Lecuisinier     | Bretagne-Séché Environnement |
| 2                  | Anthony Turgis     | Anthony Turgis     | Andrea Pasqualon      | Clément Koretzky          | Thomas Vaubourzeix           | Anthony Turgis               | Armée de Terre               |
| 3                  | Danilo Napolitano  | Anthony Turgis     | Andrea Pasqualon      | Clément Koretzky          | Thomas Vaubourzeix           | Anthony Turgis               | Armée de Terre               |
| Classements finals | Classements finals | Anthony Turgis     | Andrea Pasqualon      | Clément Koretzky          | Thomas Vaubourzeix           | Anthony Turgis               | Armée de Terre               |

## Liste des participants
- Liste de départ complète

| Légende                                | Légende                                                                                                  | Légende                                | Légende                                                                                                  |
| -------------------------------------- | --- | -------------------------------------- | --- |
| Num                                    | Dossard de départ porté par le coureur sur ces Boucles de la Mayenne                                     | Pos                                    | Position finale au classement général                                                                    |
| Leader du classement général           | Indique le vainqueur du classement général                                                               | Leader du classement par points        | Indique le vainqueur du classement par points                                                            |
| Leader du classement de la montagne    | Indique le vainqueur du classement de la montagne                                                        | Leader du classement des points chauds | Indique le vainqueur du classement des points chauds                                                     |
| Leader du classement du meilleur jeune | Indique le vainqueur du classement du meilleur jeune                                                     |                                        | Indique un maillot de champion national ou mondial, suivi de sa spécialité                               |
| #                                      | Indique la meilleure équipe                                                                              | NP                                     | Indique un coureur qui n'a pas pris le départ d'une étape, suivi du numéro de l'étape où il s'est retiré |
| AB                                     | Indique un coureur qui n'a pas terminé une étape, suivi du numéro de l'étape où il s'est retiré          | HD                                     | Indique un coureur qui a terminé une étape hors des délais, suivi du numéro de l'étape                   |
| *                                      | Indique un coureur en lice pour le classement du meilleur jeune (coureurs nés après le 1er janvier 1992) |                                        | |

| Auber 93 AUB                         | Auber 93 AUB            | Auber 93 AUB |
| ------------------------------------ | ----------------------- | ------------ |
| Num                                  | Coureur                 | Pos          |
| 1                                    | Julien Guay (FRA)       | 55e          |
| 2                                    | Alo Jakin (EST) (Route) | 40e          |
| 3                                    | César Bihel (FRA)       | 79e          |
| 4                                    | David Menut (FRA)*      | AB-2         |
| 5                                    | Maxime Renault (FRA)    | 52e          |
| 6                                    | Théo Vimpère (FRA)      | 48e          |
| Directeur sportif : Stéphane Javalet |                         |              |

| Europcar EUC                         | Europcar EUC              | Europcar EUC |
| ------------------------------------ | ------------------------- | ------------ |
| Num                                  | Coureur                   | Pos          |
| 11                                   | Yukiya Arashiro (JPN)     | 92e          |
| 12                                   | Thomas Boudat (FRA)*      | 89e          |
| 13                                   | Guillaume Thévenot (FRA)* | AB-3         |
| 14                                   | Alexandre Pichot (FRA)    | 53e          |
| 15                                   | Vincent Jérôme (FRA)      | 18e          |
| 16                                   | Julien Morice (FRA)       | 91e          |
| Directeur sportif : Benoît Génauzeau |                           |              |

| FDJ                             | FDJ                             | FDJ  |
| ------------------------------- | ------------------------------- | ---- |
| Num                             | Coureur                         | Pos  |
| 21                              | Johan Le Bon (FRA)              | 9e   |
| 22                              | Anthony Geslin (FRA)            | 71e  |
| 23                              | Olivier Le Gac (FRA)*           | 41e  |
| 24                              | Pierre-Henri Lecuisinier (FRA)* | 16e  |
| 25                              | Lorrenzo Manzin (FRA)*          | 94e  |
| 26                              | Yoann Offredo (FRA)             | AB-2 |
| Directeur sportif : Marc Madiot |                                 |      |

| Bretagne-Séché Environnement BSE    | Bretagne-Séché Environnement BSE | Bretagne-Séché Environnement BSE |
| ----------------------------------- | -------------------------------- | -------------------------------- |
| Num                                 | Coureur                          | Pos                              |
| 31                                  | Anthony Delaplace (FRA)          | 20e                              |
| 32                                  | Pierrick Fédrigo (FRA)           | 25e                              |
| 33                                  | Matthieu Boulo (FRA)             | 11e                              |
| 34                                  | Benoît Jarrier (FRA)             | 14e                              |
| 35                                  | Yauheni Hutarovich (BLR) (Route) | 93e                              |
| 36                                  | Pierre-Luc Périchon (FRA)        | 3e                               |
| Directeur sportif : Emmanuel Hubert |                                  |                                  |

| Kuota-Lotto TKG                    | Kuota-Lotto TKG            | Kuota-Lotto TKG |
| ---------------------------------- | -------------------------- | --------------- |
| Num                                | Coureur                    | Pos             |
| 41                                 | Andreas Fliessgarten (GER) | 98e             |
| 42                                 | Tobias Knaup (GER)*        | 68e             |
| 43                                 | Christopher Hatz (GER)     | 103e            |
| 44                                 | Felix Drumm (GER)*         | AB-2            |
| 45                                 | Marcel Meisen (GER)        | 22e             |
| 46                                 | Andre Benoit (GER)         | AB-2            |
| Directeur sportif : Detlef Kurzweg |                            |                 |

| Topsport Vlaanderen-Baloise TSV    | Topsport Vlaanderen-Baloise TSV | Topsport Vlaanderen-Baloise TSV |
| ---------------------------------- | ------------------------------- | ------------------------------- |
| Num                                | Coureur                         | Pos                             |
| 51                                 | Jens Wallays (BEL)*             | AB-3                            |
| 52                                 | Jarl Salomein (BEL)             | 31e                             |
| 53                                 | Victor Campenaerts (BEL)        | 10e                             |
| 54                                 | Thomas Sprengers (BEL)          | 19e                             |
| 55                                 | Preben Van Hecke (BEL)          | 38e                             |
| 56                                 | Amaury Capiot (BEL)*            | 90e                             |
| Directeur sportif : Hans De Clercq |                                 |                                 |

| Caja Rural-Seguros RGA CJR             | Caja Rural-Seguros RGA CJR | Caja Rural-Seguros RGA CJR |
| -------------------------------------- | -------------------------- | -------------------------- |
| Num                                    | Coureur                    | Pos                        |
| 61                                     | Lluís Mas (ESP)            | 42e                        |
| 62                                     | Omar Fraile (ESP)          | NP-P                       |
| 63                                     | José Gonçalves (POR)       | 4e                         |
| 64                                     | Fabricio Ferrari (URU)     | 62e                        |
| 65                                     | Javier Aramendia (ESP)     | 99e                        |
| 66                                     | Héctor Sáez (ESP)*         | 86e                        |
| Directeur sportif : Eugenio Goikoetxea |                            |                            |

| RusVelo RVL                        | RusVelo RVL               | RusVelo RVL |
| ---------------------------------- | ------------------------- | ----------- |
| Num                                | Coureur                   | Pos         |
| 71                                 | Igor Boev (RUS)           | 77e         |
| 72                                 | Artem Ovechkin (RUS)      | 13e         |
| 73                                 | Kirill Pozdnyakov (RUS)   | 59e         |
| 74                                 | Roman Maikin (RUS)        | 33e         |
| 75                                 | Andrey Solomennikov (RUS) | NP-2        |
| 76                                 | Ivan Balykin (RUS)        | 96e         |
| Directeur sportif : Serhiy Honchar |                           |             |

| Wanty-Groupe Gobert WGG            | Wanty-Groupe Gobert WGG | Wanty-Groupe Gobert WGG |
| ---------------------------------- | ----------------------- | ----------------------- |
| Num                                | Coureur                 | Pos                     |
| 81                                 | Danilo Napolitano (ITA) | 45e                     |
| 82                                 | Tim De Troyer (BEL)     | 66e                     |
| 83                                 | Jan Ghyselinck (BEL)    | 83e                     |
| 84                                 | Fréderique Robert (BEL) | AB-2                    |
| 85                                 | Jérôme Baugnies (BEL)   | 70e                     |
| 86                                 | Yannick Eijssen (BEL)   | AB-2                    |
| Directeur sportif : Steven De Neef |                         |                         |

| Roubaix Lille Métropole RLM         | Roubaix Lille Métropole RLM | Roubaix Lille Métropole RLM |
| ----------------------------------- | --------------------------- | --------------------------- |
| Num                                 | Coureur                     | Pos                         |
| 91                                  | Julien Antomarchi (FRA)     | 12e                         |
| 92                                  | Thomas Damuseau (FRA)       | 7e                          |
| 93                                  | Rudy Kowalski (FRA)         | 24e                         |
| 94                                  | Baptiste Planckaert (BEL)   | 23e                         |
| 95                                  | Jimmy Turgis (FRA)          | 36e                         |
| 96                                  | Maxime Vantomme (BEL)       | 82e                         |
| Directeur sportif : Gilles Pauchard |                             |                             |

| Marseille 13 KTM M13                    | Marseille 13 KTM M13      | Marseille 13 KTM M13 |
| --------------------------------------- | ------------------------- | -------------------- |
| Num                                     | Coureur                   | Pos                  |
| 101                                     | Alexandre Blain (FRA)     | 60e                  |
| 102                                     | Benjamin Giraud (FRA)     | 69e                  |
| 103                                     | Julien El Fares (FRA)     | 6e                   |
| 104                                     | Ignatas Konovalovas (LTU) | 84e                  |
| 105                                     | Yoann Paillot (FRA)       | 32e                  |
| 106                                     | Evaldas Šiškevičius (LTU) | 30e                  |
| Directeur sportif : Freddy Lecarpentier |                           |                      |

| Rabobank Development RDT             | Rabobank Development RDT | Rabobank Development RDT |
| ------------------------------------ | ------------------------ | ------------------------ |
| Num                                  | Coureur                  | Pos                      |
| 111                                  | Cees Bol (NED)*          | 27e                      |
| 112                                  | Stan Godrie (NED)*       | 29e                      |
| 113                                  | Piotr Havik (NED)*       | 75e                      |
| 114                                  | Merijn Korevaar (NED)*   | 50e                      |
| 115                                  | Joris Nieuwenhuis (NED)* | 87e                      |
| 116                                  | Peter Lenderink (NED)*   | 43e                      |
| Directeur sportif : Grischa Niermann |                          |                          |

| Armée de Terre # ADT  | Armée de Terre # ADT  | Armée de Terre # ADT |
| --------------------- | --------------------- | -------------------- |
| Num                   | Coureur               | Pos                  |
| 121                   | Yoann Barbas (FRA)    | 21e                  |
| 122                   | Fabien Canal (FRA)    | 15e                  |
| 123                   | Romain Combaud (FRA)  | 5e                   |
| 124                   | Julien Duval (FRA)    | 37e                  |
| 125                   | Yann Guyot (FRA)      | 81e                  |
| 126                   | Quentin Pacher (FRA)* | 34e                  |
| Directeur sportif : ? |                       |                      |

| Vorarlberg VBG                    | Vorarlberg VBG         | Vorarlberg VBG |
| --------------------------------- | ---------------------- | -------------- |
| Num                               | Coureur                | Pos            |
| 131                               | Nicolas Baldo (FRA)    | 46e            |
| 132                               | Nicolas Winter (SUI)   | 67e            |
| 133                               | Lukas Meiler (GER)*    | 97e            |
| 134                               | Clément Koretzky (FRA) | 58e            |
| 135                               | Michael Kucher (AUT)*  | 88e            |
| 136                               | Daniel Paulus (AUT)*   | 64e            |
| Directeur sportif : Werner Salmen |                        |                |

| An Post-ChainReaction SKT         | An Post-ChainReaction SKT  | An Post-ChainReaction SKT |
| --------------------------------- | -------------------------- | ------------------------- |
| Num                               | Coureur                    | Pos                       |
| 141                               | Aidis Kruopis (LTU)        | 73e                       |
| 142                               | Jens Vandenbogaerde (BEL)* | 28e                       |
| 143                               | Sean Downey (IRL)          | 63e                       |
| 144                               | Aaron Gate (NZL)           | 35e                       |
| 145                               | Jack Wilson (IRL)*         | AB-2                      |
| 146                               | Xandro Meurisse (BEL)*     | 8e                        |
| Directeur sportif : Niko Eeckhout |                            |                           |

| Murias Taldea MUR                 | Murias Taldea MUR        | Murias Taldea MUR |
| --------------------------------- | ------------------------ | ----------------- |
| Num                               | Coureur                  | Pos               |
| 151                               | Egoitz García (ESP)      | 17e               |
| 152                               | Adrián González (ESP)*   | 104e              |
| 153                               | Mikel Bizkarra (ESP)     | 39e               |
| 154                               | Eneko Lizarralde (ESP)*  | 102e              |
| 155                               | Ander Barrenetxea (ESP)* | AB-2              |
| 156                               | Aritz Bagües (ESP)       | 26e               |
| Directeur sportif : Jon Odriozola |                          |                   |

| Veranclassic-Ekoï VER               | Veranclassic-Ekoï VER    | Veranclassic-Ekoï VER |
| ----------------------------------- | ------------------------ | --------------------- |
| Num                                 | Coureur                  | Pos                   |
| 161                                 | Edwig Cammaerts (BEL)    | 72e                   |
| 162                                 | Serge Dewortelaer (BEL)  | 80e                   |
| 163                                 | Justin Jules (FRA)       | 51e                   |
| 164                                 | Thomas Vaubourzeix (FRA) | 85e                   |
| 165                                 | Martial Roman (FRA)      | AB-3                  |
| 166                                 | Robbe Casier (BEL)*      | AB-2                  |
| Directeur sportif : Willy Teirlinck |                          |                       |

| Cofidis COF                          | Cofidis COF              | Cofidis COF |
| ------------------------------------ | ------------------------ | ----------- |
| Num                                  | Coureur                  | Pos         |
| 171                                  | Jonas Ahlstrand (SWE)    | 74e         |
| 172                                  | Louis Verhelst (BEL)     | AB-3        |
| 173                                  | Gert Jõeäär (EST) (Clm)  | AB-3        |
| 174                                  | Stéphane Rossetto (FRA)  | 61e         |
| 175                                  | Anthony Turgis (FRA)*    | 1er         |
| 176                                  | Clément Venturini (FRA)* | 76e         |
| Directeur sportif : Jean-Luc Jonrond |                          |             |

| Roth-Škoda ROT                       | Roth-Škoda ROT                     | Roth-Škoda ROT |
| ------------------------------------ | ---------------------------------- | -------------- |
| Num                                  | Coureur                            | Pos            |
| 181                                  | Andrea Pasqualon (ITA)             | 2e             |
| 182                                  | Alberto Cecchin (ITA)              | 78e            |
| 183                                  | Colin Stüssi (SUI)*                | 101e           |
| 184                                  | Andrea Vaccher (ITA)               | 65e            |
| 185                                  | Miloš Borisavljević (SRB)* (Route) | 57e            |
| 186                                  | Nico Brüngger (SUI)                | 95e            |
| Directeur sportif : Mirco Lorenzetto |                                    |                |

| BKCP-Powerplus BKP                      | BKCP-Powerplus BKP          | BKCP-Powerplus BKP |
| --------------------------------------- | --------------------------- | ------------------ |
| Num                                     | Coureur                     | Pos                |
| 191                                     | Mathieu van der Poel (NED)* | AB-2               |
| 192                                     | David van der Poel (NED)*   | AB-2               |
| 193                                     | Philipp Walsleben (GER)     | 49e                |
| 194                                     | Daan Hoeyberghs (BEL)*      | 54e                |
| 195                                     | Michael Boroš (CZE)*        | 44e                |
| 196                                     | Adam Toupalik (CZE)*        | 47e                |
| Directeur sportif : Christoph Roodhooft |                             |                    |

| CCT-Champion System CCT         | CCT-Champion System CCT | CCT-Champion System CCT |
| ------------------------------- | ----------------------- | ----------------------- |
| Num                             | Coureur                 | Pos                     |
| 201                             | James Spragg (GBR)      | 56e                     |
| 202                             | Joshua Haggerty (NZL)*  | AB-2                    |
| 203                             | Ryan Wills (NZL)        | AB-1                    |
| 204                             | Darijus Džervus (LTU)   | AB-1                    |
| 205                             | Tanzō Tokuda (JPN)*     | AB-2                    |
| 206                             | Matthew Zenovich (NZL)* | 100e                    |
| Directeur sportif : Walter Maes |                         |                         |